# Janet Suzman
Janet Suzman est une actrice et réalisatrice sud-africaine, née le 9 février 1939 à Johannesbourg.

## Biographie

### Origines et formation
Janet Suzman naît en 1939 à Johannesbourg dans une famille de confession juive, de Saul Suzman, un riche importateur de tabac, et de Betty (née Sonnenberg) ; son grand-père Max Suzman fut membre du Parlement sud-africain ; elle est aussi la nièce de la femme politique Helen Suzman.
Janet Suzman étudie au Kingsmead College (en) de Johannesbourg puis à l'université du Witwatersrand, où elle étudie l'anglais et le français. Elle s'installe à Londres en 1959.

### Carrière
Janet Suzman fait ses débuts au théâtre en 1962 à Ipswich, avec le rôle de Liz dans la pièce Billy Liar, puis elle rejoint la Royal Shakespeare Company en 1963.
À la télévision, elle commence sa carrière en 1964, dans la série Festival. Elle obtient son premier grand rôle au cinéma en 1971, dans le film Nicolas et Alexandra de Franklin Schaffner, où elle interprète l'Impératrice Alexandra. Grâce à ce rôle, elle est sélectionnée aux Oscars, au BAFTA et au Golden Globes. Elle enchaîne les rôles au cinéma dans A Day in the Death of Joe Egg (1972), Le Voyage des damnés (1976), Meurtre dans un jardin anglais (1982) ou encore Une saison blanche et sèche (1989).
Elle joue encore pour la télévision dans Play of the Month (1968-1972), Clayhanger (1976) et y réalise son unique film, Othello, en 1989.

### Vie privée
Elle est l'épouse du réalisateur Trevor Nunn du 17 octobre 1969 jusqu'à leur divorce en 1986. Ils ont un fils Joshua, né en 1980.

### Décoration
- Dame commandeur de l'ordre de l'Empire britannique (juin 2011)

Décernée par la reine Élisabeth II pour « services rendus à l'art dramatique ».

## Filmographie

### Cinéma
- 1971 : Nicolas et Alexandra : Alexandra
- 1972 : A Day in the Death of Joe Egg : Sheila
- 1974 : Contre une poignée de diamants : Alex Tarrant
- 1976 : Le Voyage des damnés : Lenny Strauss
- 1980 : Nijinski : Emilia Markus
- 1981 : Priest of Love : Frieda Lawrence
- 1982 : Meurtre dans un jardin anglais : Mme Herbert
- 1983 : Et vogue le navire… : Edmea Tetua
- 1989 : Une saison blanche et sèche : Susan du Toit
- 1990 : Mettons les voiles : la mère supérieure
- 1992 : Leon the Pig Farmer : Judith Geeler
- 2002 : Max : la mère de Max
- 2002 : A Fairy Story
- 2013 : Felix : Mme Cartwright

### Télévision
- 1964 : Festival : Luciana
- 1965 : War of the Roses (feuilleton) : Lady Anne / Jeanne d'Arc
- 1966 : Lord Raingo (feuilleton) : Delphine (quatre épisodes)
- 1966 : Conflict (feuilleton) : Jeanne d'Arc
- 1966 : Theatre 625 (feuilleton) : Edith Swan-Neck / Mary (trois épisodes)
- 1970 : Solo (feuilleton) : Charlotte Brontë
- 1968-1972 : BBC Play of the Month (série) : Jeanne d'Arc / Masha / Lady Macbeth / Hedda Gabler (quatre épisodes)
- 1974 : Antoine et Cléopâtre (téléfilm) : Cléopâtre
- 1974 : Miss Nighthingale (téléfilm) : Florence Nighthingale
- 1974 : 2nd House (feuilleton) : Athol Fugard
- 1976 : Twelfth Night (téléfilm) : Viola
- 1976 : Clayhanger (feuilleton) : Hilda Lessways / Hilda Clayhanger
- 1979 : The House on Garibaldi Street (téléfilm) : Hedda
- 1993 : Inspecteur Morse : Dr Claire Brewster
- 2010 : Inspecteur Barnaby : Lady Mathilda
- 2012 : Labyrinthe : Esclarmonde